# 無中生有
無中生有（むちゅうしょうゆう）は、三十六計の第七計。「無中に有（ゆう）を生ず。」

## 本文
誑也、非誑也、実其所誑也、少陰、太陰、太陽
まず敵を誑（たぶら）かす。その誑かしに気づかせる。
しかしその本質はまた（別の）誑かしである。
軽い偽装（少陰）の次に大きな偽装（太陰）を仕掛けて最後に総攻撃（太陽）を加える。
※少陰、太陰、太陽 『霊棋経』発蒙卦

## 按語・事例
まず無＝虚を示して敵を欺き、その後に有＝実を用いて攻める戦術。
最初に、敵が本気にするような、はったり、偽装を敵に示して欺く。次に、それがはったり、偽装であることを敵に気づかせる。仕上げに、再び同じ手段を敵に示しても、敵は油断して反応しない。ここで一気に攻撃して敵を破る。童話「オオカミ少年」の心理を策略としたものと言える。
孔融が黄巾賊の残党に包囲された際、孔融の将太史慈は自らは馬にまたがり弓を持ち、従者には的を持たせて城の外に出た。そして的を射ると戻る、ということを行った。最初は警戒していた黄巾賊も、これが何度も行われるに及び、大して興味を持たないようになった。そうして油断しきった中、太史慈は突如馬を駆って包囲を突破。劉備に救援要請を行い、援軍を引き連れて戻った。この軍を見た黄巾賊は撤退し、孔融は窮地を脱することができた。
孫堅が劉表の江夏城を攻めたとき、その守りが硬いので一計を案じ、城の軍の矢を消費させることも狙って、夜毎にかがり火をかかげた小船の大群で城に接近してみせる策を取った。
城主黄祖は毎晩、火矢を使って反撃し孫堅の軍を撃退したつもりになっていたが、7日目にして、小船は兵が乗っていない空の船であることに気がついた。その次の夜も、城に接近してくる小船の大群があったが黄祖の軍は反撃せず眺めていた。ところが今回は多数の兵がひそかに乗船しており、一気に城を襲撃。江夏城は落城した。